# Půdní novotvar
Půdní novotvar vzniká činností půdy při pedologických procesech kumulací určité látky. Půdní novotvar většinou indikuje chemické procesy v dané půdě. Půdní novotvar není ani hornina ani minerál.

## Seznam půdních novotvarů
- Cicváry
- Ortštejn